# Y yo me callo
«Y yo me callo» es el título de una canción con letra de Manolo Romón y música de Segundo Grandío escrita y grabada a principios de 1995, producida por Joe Hardy entre el 14 y el 28 de marzo y publicada en el álbum Policlínico miserable de Siniestro Total en mayo de ese mismo año.
Segundo Grandío escribe la música de un tema al que piensa titular El Rapto del Serrallo, inspirado en la ópera de Mozart del mismo título, y se graba y monta en forma de maqueta; Julián Hernández le dice que nadie va a entender la referencia a la ópera, por lo que mete una letra que le ha pasado Manolo Romón, colocando como estribillo, en lugar de El Rapto del Serrallo, Y yo me callo. Finalmente, el tema queda con una letra aún menos interpretable que la que tenía con el estribillo original, con menciones a distintos elementos del mundo y la religión islámica.
La canción aparece publicada por primera vez en el álbum de Siniestro Total Policlínico miserable, como pista número once, constituyendo una curiosa mezcla de rap, funk y heavy metal; también ve la luz como sencillo independiente, junto con la canción del mismo álbum El as para matar el tres y la maqueta anteriormente citada.
Existe también una versión en directo del tema, incluida dentro del álbum Así empiezan las peleas, publicado en 1997.
- Datos: Q11705411